# Hans-Joachim Koellreutter
Hans-Joachim Koellreutter (Friburgo in Brisgovia, 2 settembre 1915 – San Paolo del Brasile, 13 settembre 2005) è stato un direttore d'orchestra, compositore e scrittore tedesco naturalizzato brasiliano.

## Biografia

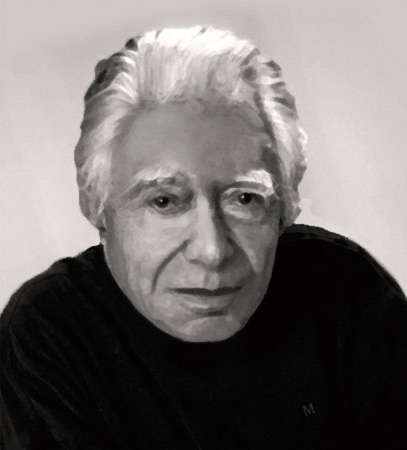
Hans-Joachim Koellreutter ritratto dal suo allievo Denis Mandarino

Ostile al nazismo, dal 1937 visse in Brasile, diventando uno dei musicisti più influenti del paese. Qui insegnò composizione a molti futuri artisti di primo piano, tra cui Jayme Amatnecks, Gilberto Mendes, Claudio Santoro, Camargo Guarnieri, Antônio Carlos Jobim, Denis Mandarino.
Diffuse in Brasile la teoria della musica atonale, creando l'ensemble "Musica Nova" e alimentando il dibattito tra "nazionalisti" e "serialisti". Mentre il primo gruppo credeva nell'uso di materiale folkloristico nelle composizioni, l'altro riteneva che l'approccio più razionale della scuola europea fosse il percorso verso opere veramente contemporanee. Questo dibattito ebbe un ruolo centrale negli sviluppi estetici della musica classica brasiliana in tutto il XX secolo.